# 广东建华职业学院
广东建华职业学院（英语：Guangdong Jianhua Vocational College）是一座已撤销并结业的广东民办高等院校，原址位于中国广东省深圳市公明镇（现光明区）。学院由香港籍商人王庆茂创办，于2002年4月成立。是经广东省人民政府批准成立的全日制高等职业教育学校，登记为民办非企业法人。截至2004年年底，学院共有教职工200多人、全日制在校生1300多人。由于董事长王庆茂涉嫌挪用教育储备金导致资金链断裂，该校已于2006年7月停止办学。

## 组织架构
2004年9月学院行政领导
| 职务       | 姓名   | 简介 |
| ---------- | ------ | --- |
| 董事长     | 王庆茂 | 曾任深圳市政协常委、深圳总商会副会长、深圳市旺海怡康实业发展有限公司总经理，同时是深圳市华茂实验学校等多所民办学校创始人，后因经济犯罪被深圳市中级法院判处有期徒刑3年。 |
| 院长       | 吴泽伟 | 曾任深圳大学党委书记，建华学院结业后担任深圳大学关心下一代工作委员会顾问。                                                                                              |
| 常务副院长 | 林祥都 | 曾任深圳大学应用数学系主任、深圳大学师范学院副院长，九十年代曾出版数本教科书。                                                                                          |
| 副院长     | 赵述德 | 曾任广东工业大学党委宣传部部长，2003年起担任广东建华职业学院院长助理，2004年8月起任学院副院长。                                                                         |

## 历史
2002年4月，广东建华职业学院正式成立招生。

2002年10月，学院宣布首批学生正式开学。
2004年9月，光明新校区启用。
2004年11月，因学院教职工工资未能正常发放，该校教师发动罢课行动，后由宝安教育部门垫资维持学校正常运营。
2005年4月，由于财政情况持续恶化，该校被教育部黄牌警告限制招生。
2005年9月，深圳市政府批准广东建华职业学院进行重组。
2006年7月，该校所有仍在读学生被当地教育部门分流至珠三角其他民办高校就读。
2006年8月，深圳市中级人民法院于受理了广东建华职业学院清算一案。
2008年10月，广东建华职业学院被广东省民政厅正式撤销。

## 教学
该校在办学初期主要以英语翻译及涉外专业为办学特色，学生则在第一学年接受英语与计算机课程的统一教学，第二学年分流至各自专业就读。在2003年共设置三个院系7个专业，2004年则增加至13个专业对外招生。-
2006年底学院关闭前的院系设置
| 院系         | 专业 |
| ------------ | --- |
| 外语系       | 翻译（英语）、旅游英语、商务英语                                                                               |
| 经济管理系   | 涉外企业管理、酒店管理、会计（涉外、电算化）、连锁经营管理、家政服务（物业与社区管理方向）                     |
| 计算机应用系 | 计算机应用与维护、办公自动化设备应用与维护、多媒体设计与制作、有线电视工程技术（声像技术方向）、动画（美术类） |

## 校园

### 过渡校区
由于02级开学期间校区仍未动工，建华职业学院便借用同公司旗下的深圳市华茂实验学校（现光明区高级中学）的部分校园作为教学区使用，校区正门则位于今广东省深圳市光明区公明东环大道上。

### 新校区
新校区本部位于公明镇楼村凤新路，占地面积为118600平方米，总建筑面积5万余平方米。整体建筑以红色做主基调，建有教学楼、行政楼于一体的五层连体综合大楼及三层高的饭堂设施。体育设施则建成四个篮球场，唯规划中的体育场未曾施工。宿舍区则规划由12栋六层建筑物组成，最终落成6栋便停工，另外6栋则处于两层未装修状态。而校园的大门和围墙直至2004年9月新校区启用时尚未完工，由于拖欠施工费用，校园一度被包围抗议。
- 2007年5月，深圳市政府出资竞拍，收购广东建华职业学院的校园本部，计划后续改造为公办学校。[17]
- 2009年9月，新校区原址被深圳当局移交深圳市第二职业技术学校所使用[18]，二职校改造时则将建筑物主基调颜色调整为黄色。

## 链接条目
广东省大学列表